# Biologia de sistemes

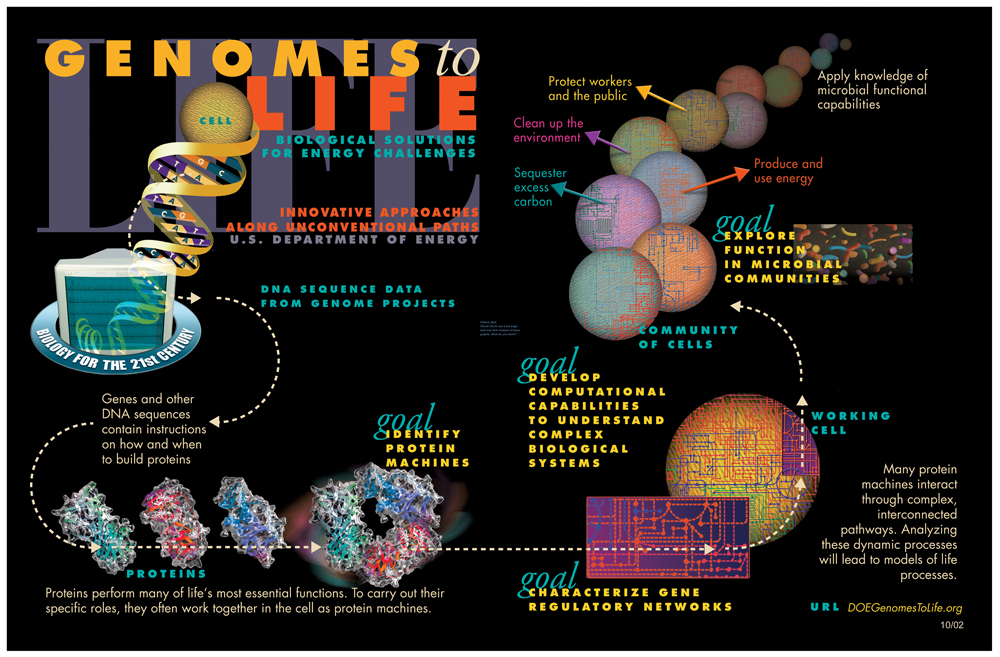
Una il·lustració de l'enfocament per sistemes en la biologia

La biologia de sistemes és una branca de les ciències naturals que es centra en l'estudi sistemàtic de les interaccions complexes en els sistemes biològics.
A diferència dels mètodes clàssics d'estudi usats en la biologia tradicional, la biologia de sistemes empra fonamentalment la modelització. Aquestes tècniques sorgeixen fonamentalment de l'ús de models matemàtics que descriuen el comportament del sistema en estudi. Els models permeten predir el comportament del procés com un sistema dinàmic, generalment tractat com una xarxa complexa, i comparar-lo amb les observacions experimentals.
Per la seva pròpia naturalesa, la biologia de sistemes és inherentment una àrea interdisciplinària. Solen trobar-se, a més de biòlegs i bioquímics, professionals i especialistes en matemàtiques, física, enginyeria de control i teoria de sistemes.

## Descripció general
La biologia de sistemes es pot entendre des de diversos punts de vista.
Com a camp d'estudi, en particular, l'estudi de les interaccions entre els components dels sistemes biològics, i com aquestes interaccions donen lloc a la funció i el comportament d'aquest sistema (per exemple, els enzims i metabòlits en una via metabòlica o els batecs del cor).
Com a paradigma, la biologia de sistemes sol definir-se en antítesi de l'anomenat paradigma reduccionista (organització biològica), encara que és coherent amb el mètode científic. La distinció entre els dos paradigmes és referenciada en aquestes cites: "l'enfocament reduccionista ha identificat amb èxit la majoria dels components i moltes de les interaccions, però, malauradament, no ofereix conceptes ni mètodes convincents per entendre com sorgeixen les propietats del sistema... el pluralisme de causes i efectes a les xarxes biològiques s'aborda millor observant, mitjançant mesures quantitatives, múltiples components simultàniament i mitjançant una rigorosa integració de dades amb models matemàtics."" La biologia de sistemes... consisteix a reunir més que desmuntar, integrar més que reduir. Requereix que desenvolupem maneres de pensar sobre la integració que siguin tan rigoroses com els nostres programes reduccionistes, però diferents... Significa canviar la nostra filosofia, en el sentit ple del terme".
Com a conjunt de protocols operatius utilitzats per a la realització d'investigacions, és a dir, un cicle compost per teoria, modelització analítica o computacional per proposar hipòtesis específiques comprovables sobre un sistema biològic, validació experimental i, posteriorment, utilitzant la descripció quantitativa recentment adquirida de cèl·lules o processos cel·lulars per refinar el model o teoria computacional. Atès que l'objectiu és un model de les interaccions en un sistema, les tècniques experimentals que més s'adapten a la biologia de sistemes són aquelles més generals i que intenten ser tan completes com sigui possible. Per tant, la transcriptòmica, la metabolòmica, la proteòmica i les tècniques d'alt rendiment s'usen per recollir dades quantitatives per a la construcció i validació de models.
Com l'aplicació de la teoria de sistemes dinàmics a la biologia molecular. De fet, el focus en la dinàmica dels sistemes estudiats és la principal diferència conceptual entre la biologia de sistemes i la bioinformàtica.
Com a fenomen sociocientífic definit per l'estratègia de perseguir la integració de dades complexes sobre les interaccions en sistemes biològics de diverses fonts experimentals fent servir eines i personal interdisciplinari.

## Història
La biologia de sistemes té les seves arrels a:
- el modelatge quantitatiu de cinètica enzimàtica, una disciplina que va florir entre 1900 i 1970
- els models matemàtics que estudien el creixement de poblacions
- simulacions desenvolupades per estudiar neurofisiologia
- teoria de control i cibernètica

Ludwig von Bertalanffy, per la seva teoria general de sistemes, és un dels teòrics que pot ser vist com a precursor de la biologia de sistemes. Al 1952, els neurofisiòlegs britànics Alan Lloyd Hodgkin i Andrew Fielding Huxley van construir un model matemàtic descrivint el potencial d'acció que es propagava a través de l'axó d'una neurona. El 1960, Denis Noble va desenvolupar el primer model computacional d'un cor latent.
La dècada del 1960 va veure el desenvolupament de diverses aproximacions a l'estudi de sistemes complexos moleculars, com ara l'anàlisi del control metabòlic i la teoria de sistemes bioquímics. Però, l'èxit de la biologia molecular a través de la dècada del 1980, aparellat amb un escepticisme cap a la biologia teòrica, van causar que el modelatge quantitatiu de processos biològics es convertís en un camp científic menor. Segons Robert Rosen a la dècada de 1960, la biologia holística s'havia convertit en obsoleta a principis del segle xx, ja que la ciència més empírica dominada per la química molecular s'havia fet popular. Fent-se ressò d'ell quaranta anys més tard, el 2006, Kling escriu que l'èxit de la biologia molecular al llarg del segle XX havia suprimit els mètodes computacionals holístics.
No obstant això, el naixement de la genòmica funcional a la dècada de 1990 va fer possible disposar d'una gran quantitat d'informació d'alta qualitat, a l'hora que les possibilitats de la ciència computacional creixia a passos de gegant, cosa que va permetre construir models més complicats i realistes. El 1997 el grup de Masaru Tomita va publicar el primer model quantitatiu del metabolisme complet d'una cèl·lula hipotètica (simplificada).
Va ser prop de l'any 2000, quan els instituts de sistemes en biologia estaven sent establerts a Seattle i Tòquio, que la biologia de sistemes va emergir com un moviment en el seu propi dret tot i que l'institut no tenia una definició clara de què era realment el camp: reunir aproximadament persones de diversos camps per utilitzar ordinadors per estudiar biologia de manera holística de noves maneres. El 2003 es va posar en marxa un Departament de Biologia de Sistemes a la Harvard Medical School. L'any 2006 es va predir que totes les grans universitats necessitarien un departament de biologia de sistemes, de manera que hi hauria carreres disponibles per a graduats amb un mínim d'habilitats en programació informàtica i biologia. L'any 2006, la National Science Foundation va plantejar un repte per construir un model matemàtic de la cèl·lula sencera. El 2012, el laboratori Karr de l'Escola de Medicina Mount Sinai de New York va aconseguir el primer model de cèl·lules senceres de Mycoplasma genitalium. Aquest model és capaç de predir la viabilitat de les cèl·lules de M. genitalium en resposta a mutacions genètiques.
Una fita important en el desenvolupament de la biologia de sistemes ha sigut el projecte internacional Physiome.

## Disciplines associades

Visió general de les vies de transducció de senyal

D’acord amb la interpretació de la biologia de sistemes com l’ús de grans conjunts de dades mitjançant eines interdisciplinàries, una aplicació típica és la metabolòmica, que és el conjunt complet de tots els productes metabòlics, metabòlits, en el sistema a nivell d’organisme, cèl·lula o teixit.
Els elements que poden trobar-se en una base de dades informàtica inclouen: fenòmica, variació en el fenotip de l’organisme a mesura que canvia durant la seva vida; genòmica, seqüència d’àcid desoxiribonucleic (ADN) de l’organisme, incloent la variació específica de la cèl·lula intraorganismica (com la variació de la longitud dels telòmers); epigenòmica/epigenètica, factors reguladors transcriptòmics no codificats empíricament a la seqüència genòmica específics de l’organisme i les cèl·lules corresponents (com la metilació de l’ADN, acetilació i desacetilació d’histones, etc); transcriptòmica, mesuresd'expressió gènica d’organismes, teixits o cèl·lules senceres mitjançant xips d’ADN o anàlisis en sèrie de l'expressió gènica; interferòmica, factors de correcció d’organismes, teixits o a nivell cel·lular (com la d'ARN d'interferència), proteòmica, mesures a nivell d’organismes, teixits o cèl·lules de proteïnes i pèptids mitjançant electroforesi en gel bidimensional, espectrometria de masses o tècniques d’identificació de proteïnes multidimensionals (sistemes avançats  HPLC juntament amb espectrometria de masses). Les subdisciplines inclouen la fosfoproteòmica, la glicoproteòmica i altres mètodes per detectar proteïnes modificades químicament.; glicòmica, mesures dels hidrats de carboni a nivell d’organismes, teixits o de cèl·lules; lipodòmica, mesures dels lípids a nivell d’organismes, teixits o cèl·lules.
També s'estudien les interaccions moleculars dins de la cèl·lula, això s'anomena interactòmica. Una disciplina en aquest camp d’estudi són les interaccions proteïna-proteïna, tot i que la interactòmica inclou les interaccions d'altres molècules. Neuroelectrodinàmica, on s'estudia la funció computacional de l’ordinador o cervell com un sistema dinàmic juntament amb els seus mecanismes (bio)físics; i fluxòmica, mesuraments de les taxes de reaccions metabòliques en un sistema biològic (cèl·lula, teixit o organisme).
Per abordar un problema de biologia de sistemes hi ha dos enfocaments principals. Aquests són l'enfocament de dalt a baix i de baix a dalt. L'enfocament de dalt a baix té en compte la major part del sistema possible i es basa en mesura en resultats experimentals. La tècnica RNA-Seq és un exemple d’un enfocament experimental de dalt a baix. Per contra, l'enfocament de baix a dalt s'utilitza per crear models detallats alhora que s'incorporen dades experimentals. Un exemple de l'enfocament de baix a dalt és l’ús de models de circuits per descriure una xarxa genètica simple.
S'utilitzen diverses tecnologies per capturar canvis dinàmics en l'ARNm, proteïnes i modificacions post-trasllats. Mecanobiologia, forces i propietats físiques a totes les escales, la seva interacció amb altres mecanismes reguladors; biosemiòtica, anàlisi del sistema de relacions de signes d'un organisme o d'altres biosistemes; fisiomica, un estudi sistemàtic del fisioma en biologia.
La biologia de sistemes del càncer és un exemple de l'enfocament de la biologia de sistemes, que es pot distingir per l'objecte d'estudi específic (carcinogènesi i tractament del càncer). Funciona amb les dades específiques (mostres de pacients, dades d'alt rendiment amb especial atenció a la caracterització del genoma del càncer en mostres de tumors de pacients) i eines (línies de cèl·lules canceroses immortalitzades, models de ratolí de carcinogènesi, models de xenograft, mètodes de seqüenciació d'alt rendiment, gens basats en siRNA que derroquen els cribratges d'alt rendiment, modelització computacional de les conseqüències de les mutacions somàtiques i la inestabilitat del genoma). L'objectiu a llarg termini de la biologia de sistemes del càncer és la capacitat de diagnosticar millor el càncer, classificar-lo i predir millor el resultat d'un tractament suggerit, que és una base per a la medicina personalitzada del càncer i el pacient virtual amb càncer en una perspectiva més llunyana. S'han fet esforços significatius en la biologia dels sistemes computacionals del càncer per crear models realistes in silico multiescala de diversos tumors.
L'enfocament de la biologia de sistemes sovint implica el desenvolupament de models mecanicistes, com ara la reconstrucció de sistemes dinàmics a partir de les propietats quantitatives dels seus blocs de construcció elementals. Per exemple, una xarxa cel·lular es pot modelar matemàticament utilitzant mètodes procedents de la cinètica química i la teoria de control. A causa del gran nombre de paràmetres, variables i restriccions a les xarxes cel·lulars, sovint s'utilitzen tècniques numèriques i computacionals (per exemple, l'anàlisi de balanç de flux).

## Bioinformàtica i anàlisi de dades
Altres aspectes de la informàtica i l'estadística també s'utilitzen en biologia de sistemes. Aquestes inclouen noves formes de models computacionals, com ara l'ús de càlculs de processos per modelar processos biològics (alguns enfocaments inclouen el càlcul estocàstic de π, BioAmbients, Beta Binders, BioPEPA i càlcul de Brane) i el modelatge basat en restriccions; integració d'informació des de la literatura, fent servir tècniques d'extracció d'informació i textos; desenvolupament de bases de dades i repositoris en línia per compartir dades i models, enfocaments a la integració de bases de dades i interoperabilitat de programari mitjançant un acoblament fluix de programari o llocs web i bases de dades. Enfocaments basats en xarxa per analitzar conjunts de dades genòmiques d'alta dimensionalitat. Per exemple, l'anàlisi de xarxes de correlació ponderada s'usa sovint per identificar clústers, modelar la relació entre clústers, calcular mesures difuses de pertinença a clústers, identificar focus intramodulars i per estudiar la preservació de clústers en altres conjunts de dades; mètodes basats en rutes per a l'anàlisi de dades com els enfocaments per identificar i puntuar vies amb activitat diferencial dels membres dels seus gens, proteïnes o metabòlits. Gran part de l'anàlisi dels conjunts de dades genòmiques també inclou la identificació de correlacions. A més, com que gran part de la informació prové de diferents camps, es necessita el desenvolupament de maneres sintàcticament i semànticament sòlides de representar models biològics.

## Creació de models biològics

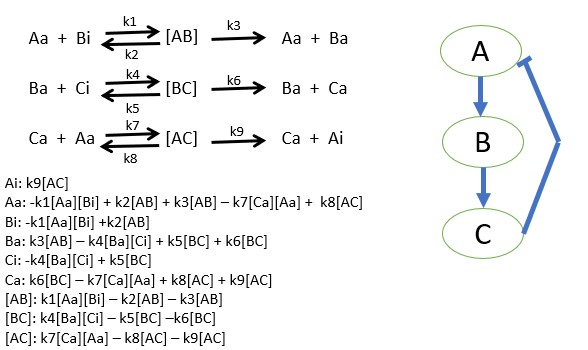
Un simple bucle de retroalimentació negativa de tres proteïnes modelat amb equacions diferencials cinètiques d'acció massiva. Cada interacció proteica es descriu mitjançant una reacció de Michaelis-Menten.

Els investigadors comencen escollint una via biològica i diagramant totes les interaccions de proteïnes. Després de determinar totes les interaccions de les proteïnes, s'utilitza la cinètica d'acció massiva per descriure la velocitat de les reaccions en el sistema. La cinètica d'acció massiva proporcionarà equacions diferencials per modelar el sistema biològic com un model matemàtic on els experiments poden determinar els valors dels paràmetres a utilitzar en les equacions diferencials. Aquests valors dels paràmetres seran les velocitats de reacció de cada interacció de proteïnes en el sistema. Aquest model determina el comportament de determinades proteïnes en sistemes biològics i aporta una nova visió de les activitats específiques de les proteïnes individuals. De vegades no és possible reunir totes les velocitats de reacció d'un sistema. Les velocitats de reacció desconegudes es determinen simulant el model de paràmetres coneguts i el comportament de l'objectiu que proporciona els possibles valors dels paràmetres.
L'ús de mètodes de reconstrucció i anàlisi basats en restriccions (COBRA) s'ha popularitzat entre els biòlegs de sistemes per simular i predir els fenotips metabòlics, utilitzant models a escala del genoma. Un dels mètodes és l'anàlisi de l'equilibri de flux (FBA), mitjançant el qual es poden estudiar les xarxes bioquímiques i analitzar el flux de metabòlits a través d'una xarxa metabòlica particular, maximitzant l'objecte d'interès.

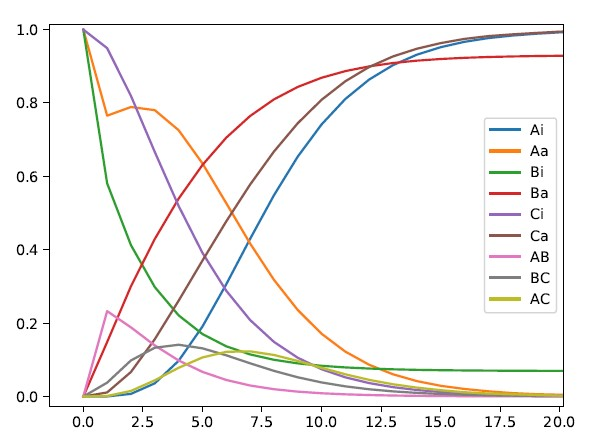
Gràfic de concentracions en funció del temps per al simple bucle de retroalimentació negativa de tres proteïnes. Tots els paràmetres s'estableixen a 0 o 1 per a les condicions inicials. Es deixa que la reacció continuï fins a arribar a l'equilibri. Aquesta gràfica és el canvi de cada proteïna al llarg del temps.